# Liste der Baudenkmale in Nossentiner Hütte
In der Liste der Baudenkmale in Nossentiner Hütte sind alle denkmalgeschützten Bauten der Gemeinde Nossentiner Hütte (Mecklenburg-Vorpommern) und ihrer Ortsteile aufgelistet. Grundlage ist die Veröffentlichung der Denkmalliste des Landkreises Mecklenburgische Seenplatte (Auszug) vom 20. Januar 2017.

## Baudenkmale nach Ortsteilen

### Nossentiner Hütte
| ID  | Lage              | Bezeichnung              | Beschreibung | Bild |
| --- | ----------------- | ------------------------ | ------------ | ---- |
| 562 | Dorfstraße 56/56A | alte Schule              |              |      |
| 563 | Dorfstraße        | Kriegerdenkmal 1914/1918 |              |      |

### Sparow
| ID  | Lage                  | Bezeichnung | Beschreibung | Bild |
| --- | --------------------- | ----------- | ------------ | ---- |
| 874 | Dorfstraße 1 / 1a / 2 | Wohnhaus    |              |      |

## Quelle
- Karte der Baudenkmale im Geoportal des Landkreises

- Karte mit allen Koordinaten:
- OSM |
- WikiMap